# フェデリコ・ファシオ
フェデリコ・ファシオ（Federico Julián Fazio, 1987年3月17日 - ）は、アルゼンチン・ブエノスアイレス出身のサッカー選手。ポジションはディフェンダー。

## 経歴
2005年8月にアルゼンチン・プリメーラB・ナシオナル（2部）のフェロカリル・オエステからデビューし、2007年1月にスペイン・リーガ・エスパニョーラのセビージャに移籍した。2006-07シーズンの残りのほとんどを下部チームであるセビージャ・アトレティコで過ごし、セグンダ・ディビシオンB（3部）優勝とセグンダ・ディビシオン（2部）昇格を経験した。
2007-08シーズンもセビージャ・アトレティコに登録されたが、トップチームのハビ・ナバーロが膝の負傷で離脱し、ジュリアン・エスキュデも恥骨炎でチームを離れたため、2007年8月25日のシーズン開幕戦・ヘタフェ戦(4-1)でトップチームデビューし、その後もトップチームで起用されて重要な役割を果たした。2008年5月7日のラシン・サンタンデール戦 (3-0) で初得点を含む2得点を決め、ラシン戦から3週間後のレアル・ベティス戦 (2-0) でシーズン3点目を決めた。本来はセンターバックであるが、どちらの試合も守備的ミッドフィールダーとして起用されている。2008-09シーズンはリーグ戦で3位に入ったが、わずかな出場機会しかなく、ポジションも定まらなかった。2009-10シーズンは負傷で離脱していた期間が長く、リーグ戦の出場は10試合にとどまったが、ホームでのデポルティーボ・ラ・コルーニャ戦 (1-1) でヘディングシュートを決めている。リーグ戦は4位に入り、コパ・デル・レイでは優勝したが、決勝には出場していない。
2014年8月27日、トッテナム・ホットスパーに4年契約で移籍した。
2016年2月1日、セビージャに半年間のレンタルで復帰した。
2016年8月3日、ASローマに買取オプション付きのレンタルで移籍した。レンタル料は120万ユーロで、特定のスポーツ条件を満たした場合に有効な320万ユーロでの買取オプションが設定された。8月17日、UEFAチャンピオンズリーグ・プレーオフのFCポルト戦で後半にモハメド・サラーとの交代で途中出場し、ローマデビューを果たした。8月20日、ウディネーゼ戦でセリエAでの初出場を果たした。9月29日、UEFAヨーロッパリーグのアストラ・ジュルジュ戦でローマでの初ゴールを挙げた。12月、特定のスポーツ条件を満たしたため、買取オプションが行使された。2017年2月7日、ACFフィオレンティーナ戦でセリエA初得点を記録した。
2017年7月16日、トッテナムは買取オプションを行使され、ファシオが完全移籍したことを発表した。エウゼビオ・ディ・フランチェスコが監督に就任した2017-18シーズンも、コスタス・マノラスと共にセンターバックのコンビを組んだ。しかし、ディフェンスでのミスが多発し、パフォーマンスは低下した。2018年9月29日、SSラツィオ戦においてローマでの公式戦100試合出場を達成し、この試合ではゴールも挙げた。クラウディオ・ラニエリ監督が就任してからは自信を取り戻し、パフォーマンスも向上した。
2022年1月29日、USサレルニターナ1919と2024年までの契約を結んだ。

## 代表
2007年にFIFA U-20ワールドカップで優勝したアルゼンチンU-20代表に不可欠な存在であった。
2011年6月1日のナイジェリアとの親善試合で代表デビュー。2017年6月13日のシンガポールとの親善試合で代表初得点を挙げた。
2018 FIFAワールドカップに出場するアルゼンチン代表に選出された。

## 個人成績
2018年4月10日現在 
| クラブ                 | シーズン   | リーグ                  | リーグ | リーグ | 国内カップ | 国内カップ | リーグカップ | リーグカップ | 国際大会 | 国際大会 | その他 | その他 | 合計 | 合計 |
| クラブ                 | シーズン   | ディヴィジョン          | 出場   | 得点   | 出場       | 得点       | 出場         | 得点         | 出場     | 得点     | 出場   | 得点   | 出場 | 得点 |
| ---------------------- | ---------- | ----------------------- | ------ | ------ | ---------- | ---------- | ------------ | ------------ | -------- | -------- | ------ | ------ | ---- | ---- |
| フェロカリル・オエステ | 2006–07    | プリメーラB・ナシオナル | 17     | 0      | 0          | 0          | —            | —            | —        | —        | —      | —      | 17   | 0    |
| セビージャFC           | 2007–08    | リーガ・エスパニョーラ  | 22     | 3      | 0          | 0          | –            | –            | 2        | 0        | 0      | 0      | 24   | 3    |
| セビージャFC           | 2008–09    | リーガ・エスパニョーラ  | 16     | 0      | 3          | 0          | –            | –            | 3        | 0        | –      | –      | 22   | 0    |
| セビージャFC           | 2009–10    | リーガ・エスパニョーラ  | 10     | 1      | 1          | 0          | –            | –            | 2        | 0        | –      | –      | 13   | 1    |
| セビージャFC           | 2010–11    | リーガ・エスパニョーラ  | 19     | 1      | 0          | 0          | –            | –            | 5        | 0        | 1      | 0      | 25   | 1    |
| セビージャFC           | 2011–12    | リーガ・エスパニョーラ  | 28     | 2      | 3          | 0          | –            | –            | 2        | 0        | –      | –      | 33   | 2    |
| セビージャFC           | 2012–13    | リーガ・エスパニョーラ  | 26     | 3      | 7          | 1          | –            | –            | –        | –        | –      | –      | 33   | 4    |
| セビージャFC           | 2013–14    | リーガ・エスパニョーラ  | 27     | 2      | 1          | 0          | –            | –            | 13       | 1        | –      | –      | 41   | 3    |
| セビージャFC           | 2014–15    | リーガ・エスパニョーラ  | 0      | 0      | 0          | 0          | –            | –            | 1        | 0        | –      | –      | 1    | 0    |
| セビージャFC           | クラブ通算 | クラブ通算              | 148    | 12     | 15         | 1          | —            | —            | 28       | 1        | 1      | 0      | 192  | 14   |
| トッテナム             | 2014–15    | プレミアリーグ          | 20     | 0      | 2          | 0          | 3            | 0            | 6        | 0        | –      | –      | 31   | 0    |
| トッテナム             | 2015–16    | プレミアリーグ          | 0      | 0      | 0          | 0          | 1            | 0            | 0        | 0        | –      | –      | 1    | 0    |
| トッテナム             | クラブ通算 | クラブ通算              | 20     | 0      | 2          | 0          | 4            | 0            | 6        | 0        | –      | –      | 32   | 0    |
| セビージャFC (loan)    | 2015–16    | リーガ・エスパニョーラ  | 4      | 0      | 0          | 0          | —            | —            | 2        | 0        | —      | —      | 6    | 0    |
| ASローマ (loan)        | 2016–17    | セリエA                 | 37     | 2      | 2          | 0          | —            | —            | 9        | 2        | —      | —      | 48   | 4    |
| ASローマ               | 2017–18    | セリエA                 | 26     | 2      | 0          | 0          | —            | —            | 9        | 0        | —      | —      | 35   | 2    |
| ASローマ               | クラブ通算 | クラブ通算              | 63     | 4      | 2          | 0          | –            | –            | 18       | 2        | –      | –      | 83   | 6    |
| 通算                   | 通算       | 通算                    | 252    | 16     | 19         | 1          | 4            | 0            | 54       | 3        | 1      | 0      | 330  | 20   |

## 代表歴

### 出場大会
- アルゼンチン代表
  - 2018 FIFAワールドカップ

### 試合数
- 国際Aマッチ 10試合 1得点（2011年-2018年）[15]

| アルゼンチン代表 | 国際Aマッチ | 国際Aマッチ |
| 年               | 出場        | 得点        |
| ---------------- | ----------- | ----------- |
| 2011             | 2           | 0           |
| 2012             | 0           | 0           |
| 2013             | 0           | 0           |
| 2014             | 1           | 0           |
| 2015             | 0           | 0           |
| 2016             | 0           | 0           |
| 2017             | 4           | 1           |
| 2018             | 3           | 0           |
| 通算             | 10          | 1           |

## タイトル

### クラブ
セビージャ・アトレティコ
- セグンダ・ディビシオンB : 2006-07

セビージャ
- スーペルコパ・デ・エスパーニャ : 2007
- コパ・デル・レイ : 2009-10
- UEFAヨーロッパリーグ : 2013-14, 2015-16

### 代表
U-20アルゼンチン代表
- FIFA U-20ワールドカップ : 2007

U-23アルゼンチン代表
- オリンピックサッカー : 2008